# Луцій Емілій Лепід Павло
Луцій Емілій Лепід Павло (лат. Lucius Aemilius Lepidus Paullus), іноді — Луцій Емілій Павло (92 — близько 41 року до н. е.) — давньоримський політик, консул 50 року до н. е.

## Політична діяльність
63 року до н. е. притягнув до суду Луція Катіліну на підставі закону про насильницькі дії, але процес не відбувся, бо Катіліна втік з міста. 62 року до н. е. займав посаду монетарія. 59 року до н. е. служив квестором Гая Октавія в Македонії. Під час перебування в провінції був звинувачений Луцієм Веттієм у підготовці замаху на Гнея Помпея (можливо, помилково), однак справа отримала розвитку, оскільки донощик помер у в'язниці.
57 року до н. е. клопотав про повернення Цицерона з вигнання. У 56 році до н. е. свідчив у суді проти Сестія, звинуваченого в організації заворушень, і виказав бажанні притягнути до суду також і Публія Ватінія. У 55 році до н. е., імовірно, був курульним еділом, реставрував базиліку Емілія. 53 року до н. е. обіймав посаду претора.
50 року до н. е. Луція Емілія Павла обрано консулом; отримав величезний хабар від Цезаря і протягом усього року не робив проти нього ворожих дій та перешкоджав своєму колезі Гаю Марцеллу вживати заходів проти Цезаря. Отримані гроші використав на реставрацію базиліки Емілія. Захистив цезаріанця Гая Куріона, якого цензор Аппій Клавдій збирався виключити з сенату. У громадянській війні Цезара і Помпея, вочевидь, участі не брав.
Після вбивства Цезаря прийняв сторону республіканців. Подав пропозицію передати Дециму Бруту командування над IV та Марсовим легіонами; увійшов до складу посольства, відправленого до Секста Помпея у Массилію, щоб переконати того почати військові дії проти Антонія; підтримав пропозицію про оголошення свого рідного брата Марка Лепіда ворогом держави за те, що він приєднався до Антонія. Внаслідок цього восени 43 року до н. е. після створення другого триумвірату, одним з членів якого став Марк Лепід, Луція Емілія Павла було внесено до проскрипційних списків. Однак центуріони, яких послали вбити Павла, дозволили йому втекти, імовірно, із згоди брата. Павел приєднався до Марка Юнія Брута, а після його поразки і самогубства 42 року до н. е. виїхав до Мілету і відмовлявся повернутися до Риму, попри те, що отримав прощення триумвирів. Імовірно, незабаром після цього помер.

## Родина
Походив з патриціанського роду Еміліїв. Молодший син Марка Емілія Лепіда, консула 78 року до н. е., та Аппулеї. Його старшим братом був Марк Емілій Лепід, учасник другого тріумвірату.
Мав сина Луція Емілія Лепіда Павла, який був консулом-суфектом 34 року до н. е., та Луція Емілія Павла, цензора.